# Auburn Automobile Company

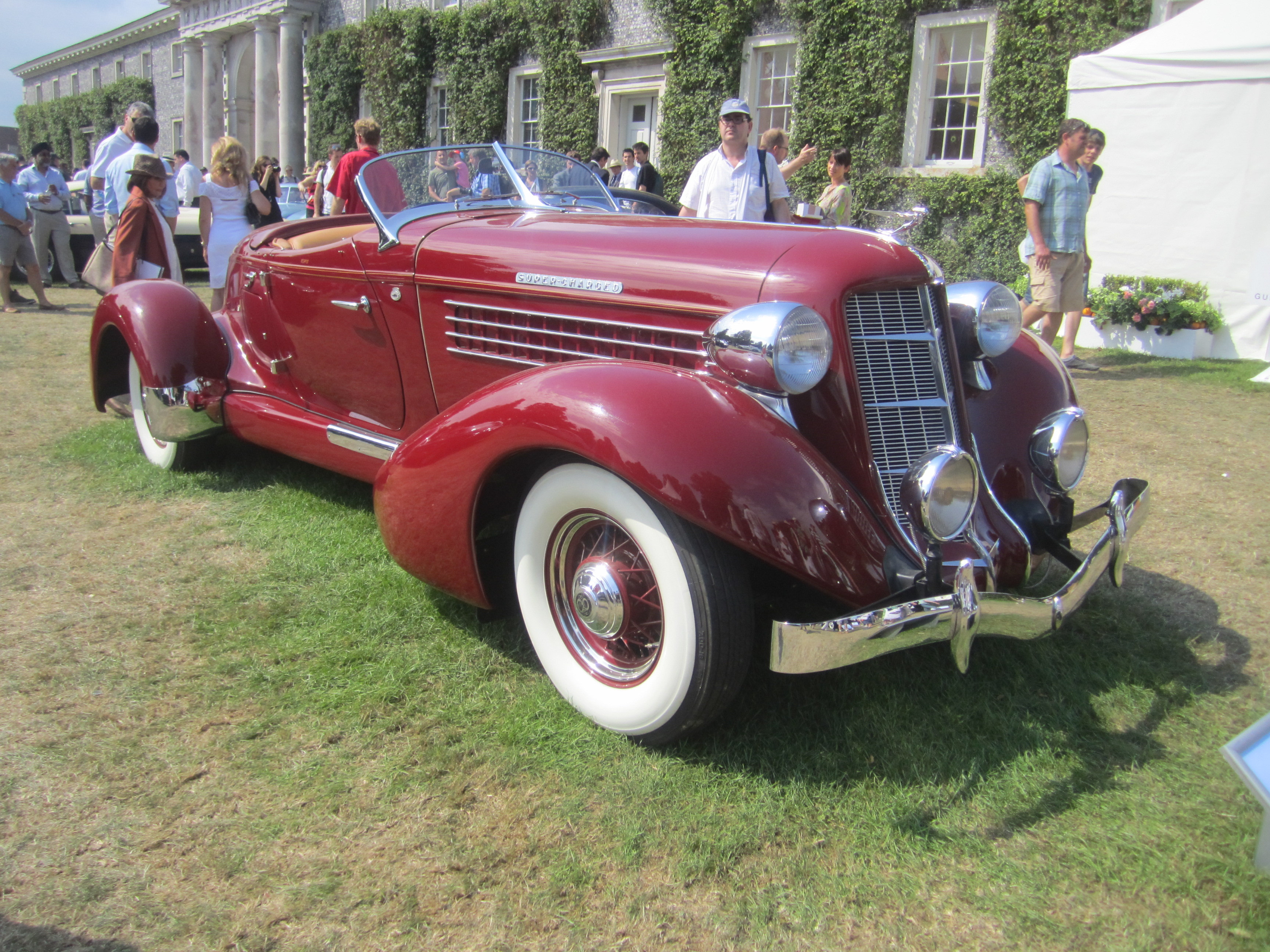
1935 Auburn 851 Speedster

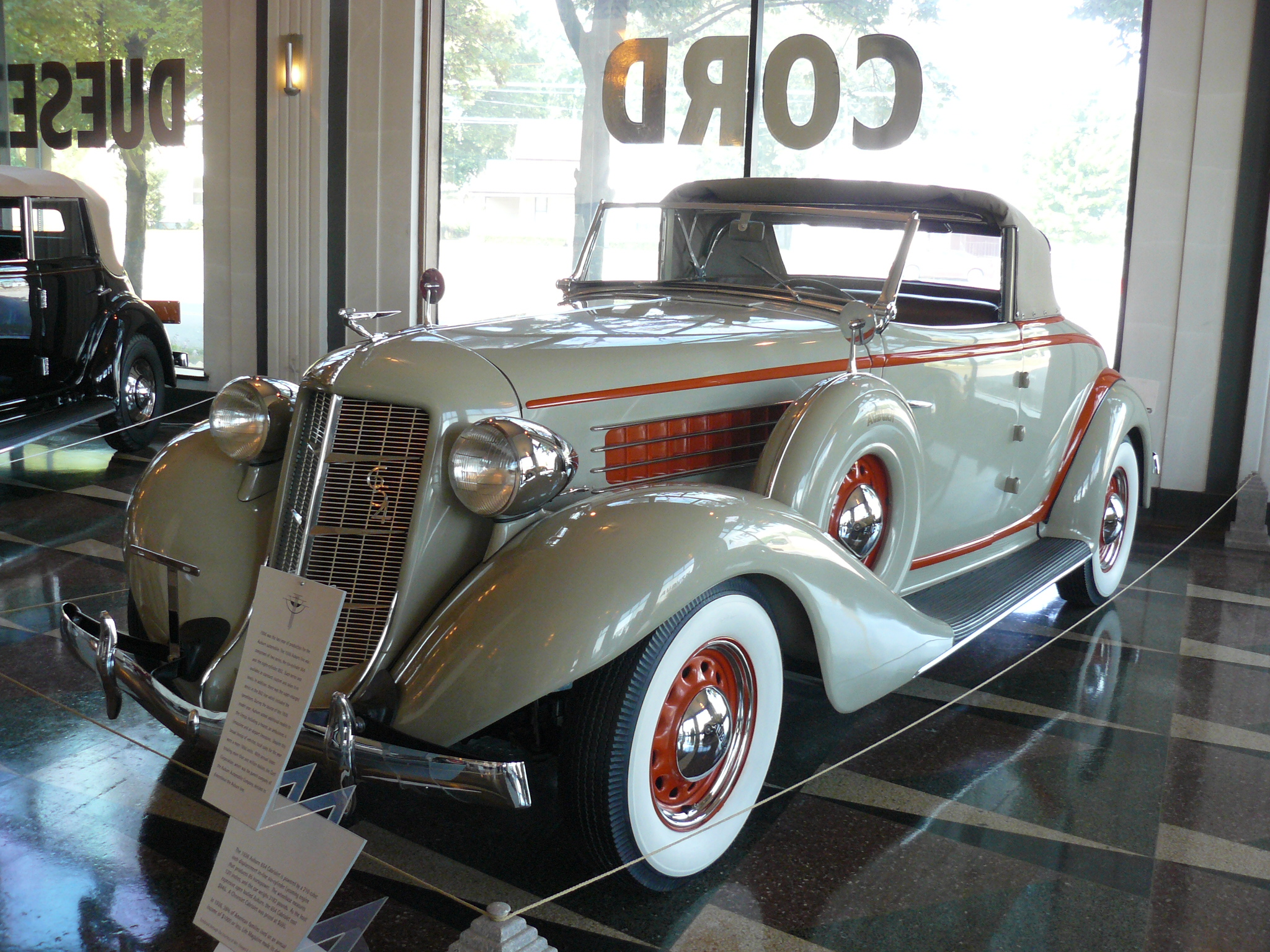
1936 Auburn 654 Cabriolet

Auburn fue una marca de automóviles de Estados Unidos, que produjo coches entre 1900 y 1936.

## Historia
Los orígenes de Auburn como marca de automóviles se remontan a la Eckhart Carriage Company, fundada en 1875 por Charles Eckhart (1841-1915) en Auburn, Indiana.
Los hijos de Eckhart, Frank y Morris, empezaron fabricando automóviles de manera experimental antes de dedicarse en serio al negocio. Más tarde, absorbieron a dos fabricantes locales de automóviles y se trasladaron a una fábrica más grande en 1909.
La empresa era modesta y la escasez de materiales durante la Primera Guerra Mundial obligó a la fábrica a cerrar.
El Auburn de 1904 era un coche de turismo. Estaba equipado con un “tonneau” que podía alojar a 2 o 4 pasajeros y se vendía al precio de $1000. Disponía de un motor de un solo cilindro situado en el centro del coche y desarrollaba 10 hp de potencia. Tenía una caja de cambios de 2 velocidades y pesaba 680 kg.
En 1919, los hermanos Eckhart vendieron el negocio a un grupo de inversores de Chicago dirigidos por Ralph Austin Bard, (que serviría más tarde como secretario auxiliar de la marina de guerra para el Presidente Franklin Delano Roosevelt y para el Presidente Harry S. Truman).
Los nuevos propietarios restablecieron el negocio pero no pudieron alcanzar los beneficios que esperaban.
En 1924, contactaron con Errett Lobban Cord (1894-1974), prestigioso vendedor de automóviles, y le ofrecieron una oferta para dirigir la compañía. Cord, respondió con una contra oferta para asumir totalmente el control de la Compañía a través de la compra de participaciones, y el Grupo de Chicago aceptó.
Cord inventarió los stocks de la Compañía y adquirió la totalidad de las participaciones a finales de 1925.
En 1926, Cord, formó sociedad con la Duesenberg Corporation, famosa por sus coches de carreras, y la utilizó como plataforma de lanzamiento de una cara línea de vehículos de lujo.
También le puso su propio nombre a un coche, el Cord L-29.
Empleando diseñadores imaginativos tales como Alan Leamy y Gordon Buehrig, Cord construyó coches que llegaron a ser famosos por su avanzada ingeniería y por su llamativo aspecto tales como el Auburn Boattail Speedster de 1928, el Duesenberg J, los Auburn Speedster de 1935 y 1937 y los Cord 810 y 812.
La calidad y la ingeniería no fueron suficientes para superar el hecho de que los vehículos de Cord eran demasiado caros para un mercado en plena Depresión. Bajo prescripción de la “U.S. Securities and Exchange Comisión”, Cord tuvo que vender sus participaciones.
En 1937, cesó la producción de Auburn, Cord y Duesenberg.
La Auburn Automobile Company también tuvo una fábrica en Connersville, Indiana, que había sido antes propiedad de la Lexington Motor Company.
- Datos: Q758549
- Multimedia: Auburn Automobile Company / Q758549